# Blidaru
Blidaru – wieś w Rumunii, w okręgu Mehedinți, w gminie Greci. W 2011 roku liczyła 59 mieszkańców.